# Jack Sergeant
John Iain Stephen Sergeant (Gibraltar, 27 februari 1995) is een Gibraltarees voetballer die speelt voor de Engelse club West Didsbury & Chorlton AFC en het Gibraltarees voetbalelftal. Hij speelt als verdediger.